# 麥帥二橋
麥帥二橋，是臺灣臺北市的一座橋樑，位於麥帥一橋下游不到400公尺處，連接松山區健康路及內湖區堤頂大道，於1996年完工，是內湖、南港、松山等地區重要聯絡橋樑，也是基隆河及周遭水岸區域之明顯地標。

## 結構
麥帥二橋為台灣首座紐爾遜式提籃型鋼拱橋，以交叉斜腹桿來連接拱肋與主梁，2箱型拱肋下共有64根交叉斜拉吊索，吊住2根箱型主梁及其鋼床鈑橋面，單孔跨徑210公尺，亦為目前台灣最大跨徑鋼拱橋，橋長210公尺，寬16公尺，拱高35公尺，雙向各設2線快車道，由西南往東北呈40°斜向跨越基隆河。

## 照片集

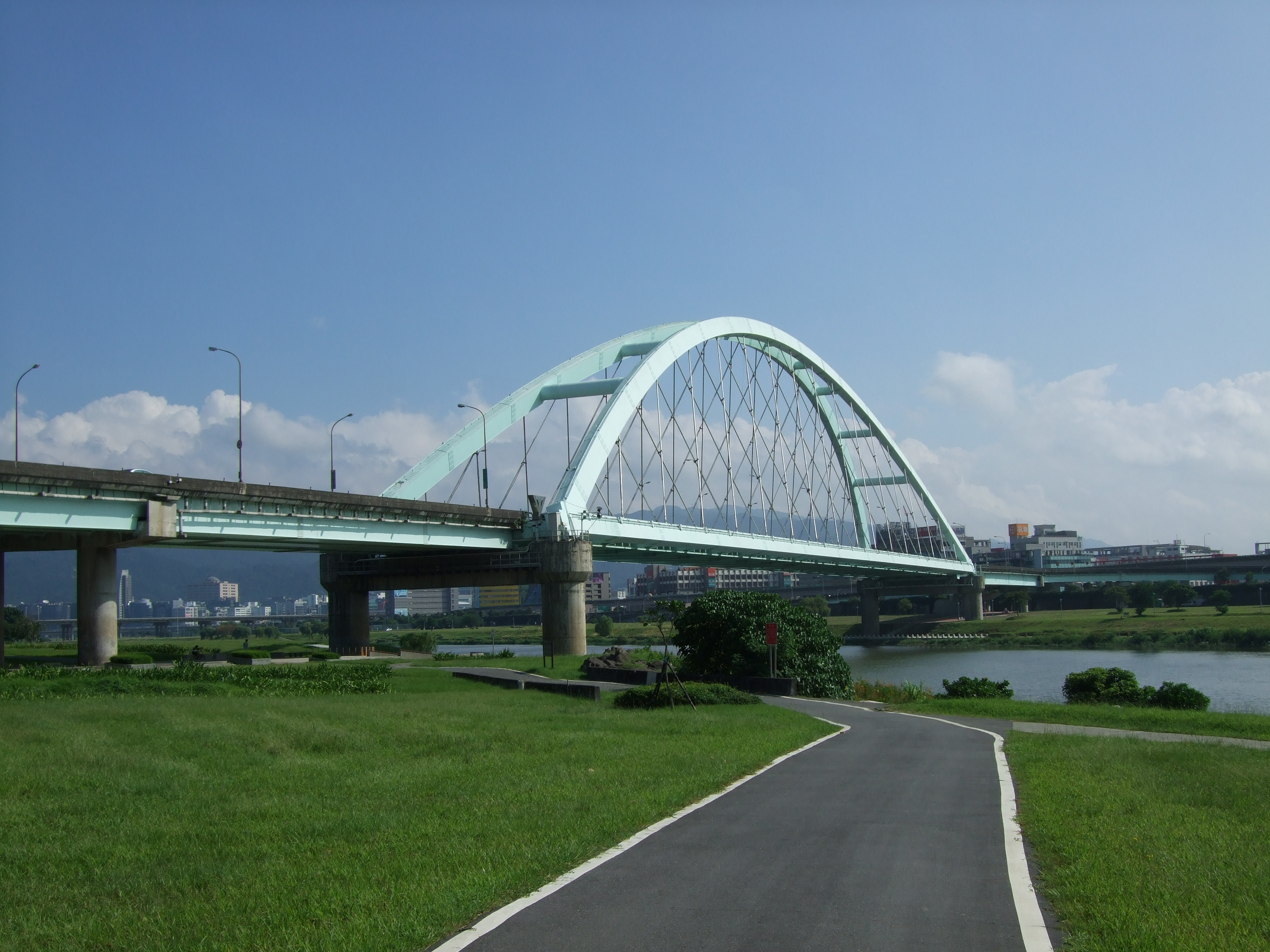
麥帥二橋。
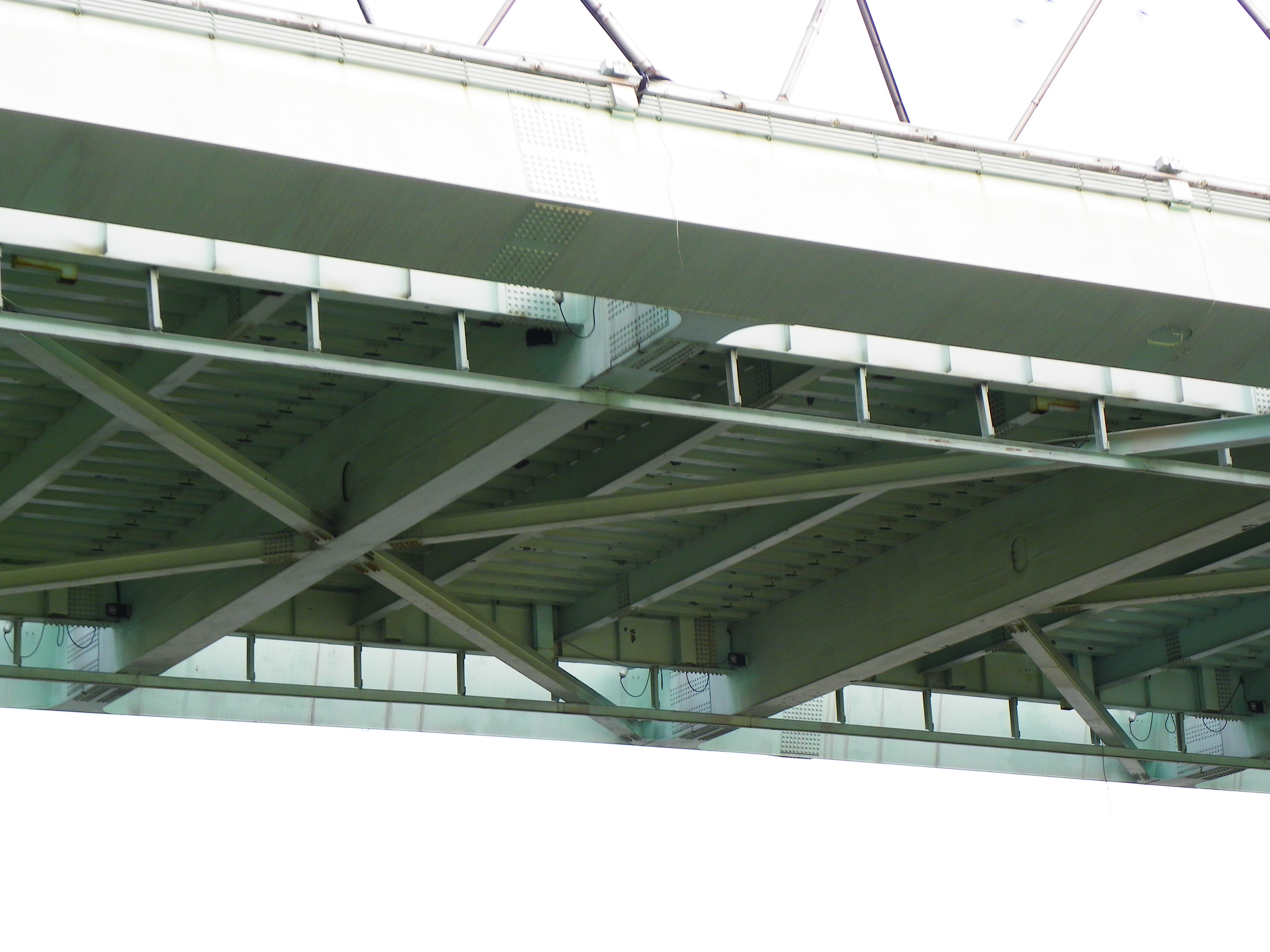
麥帥二橋橋底。
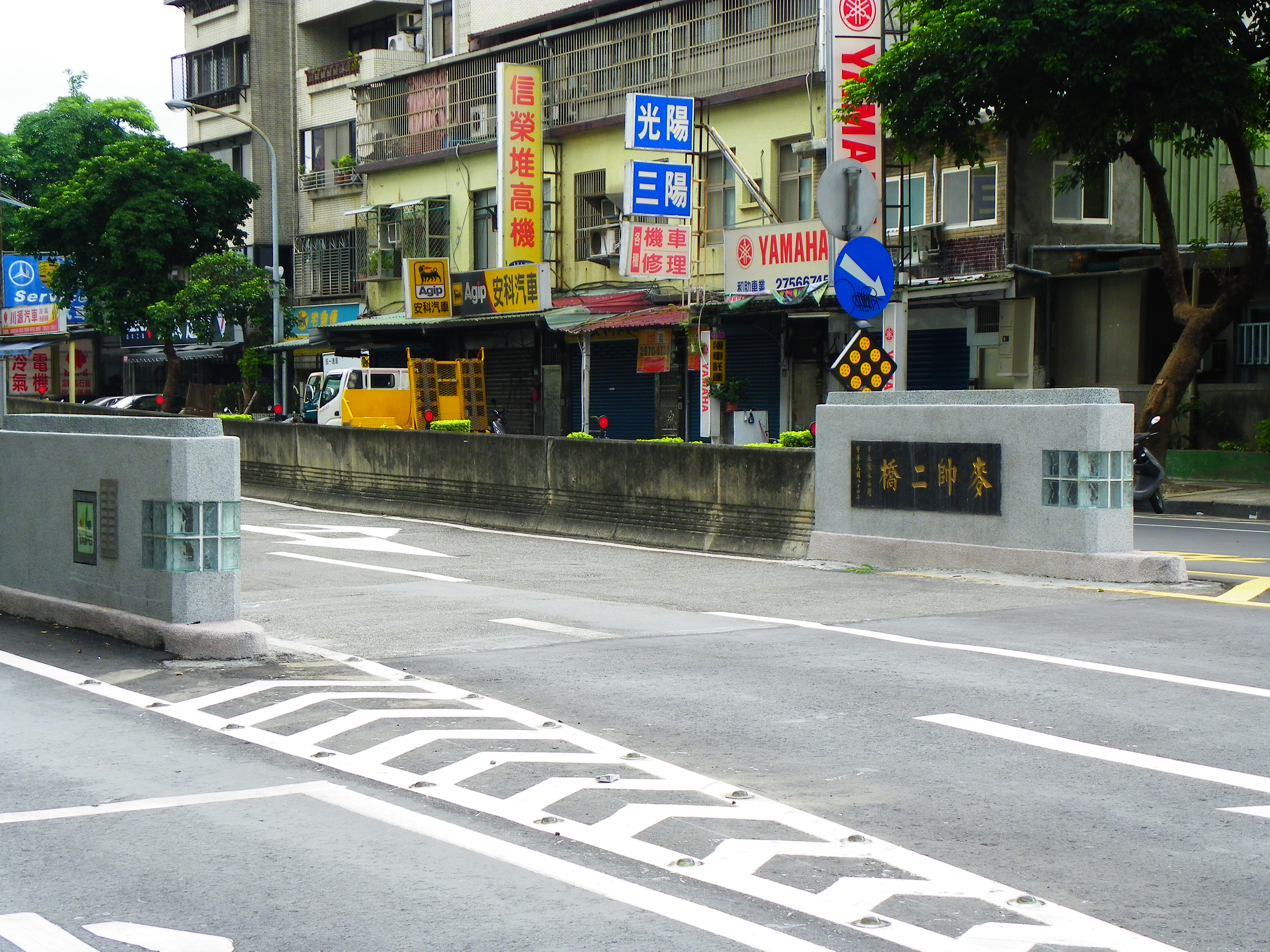
麥帥二橋松山端健康路橋頭。
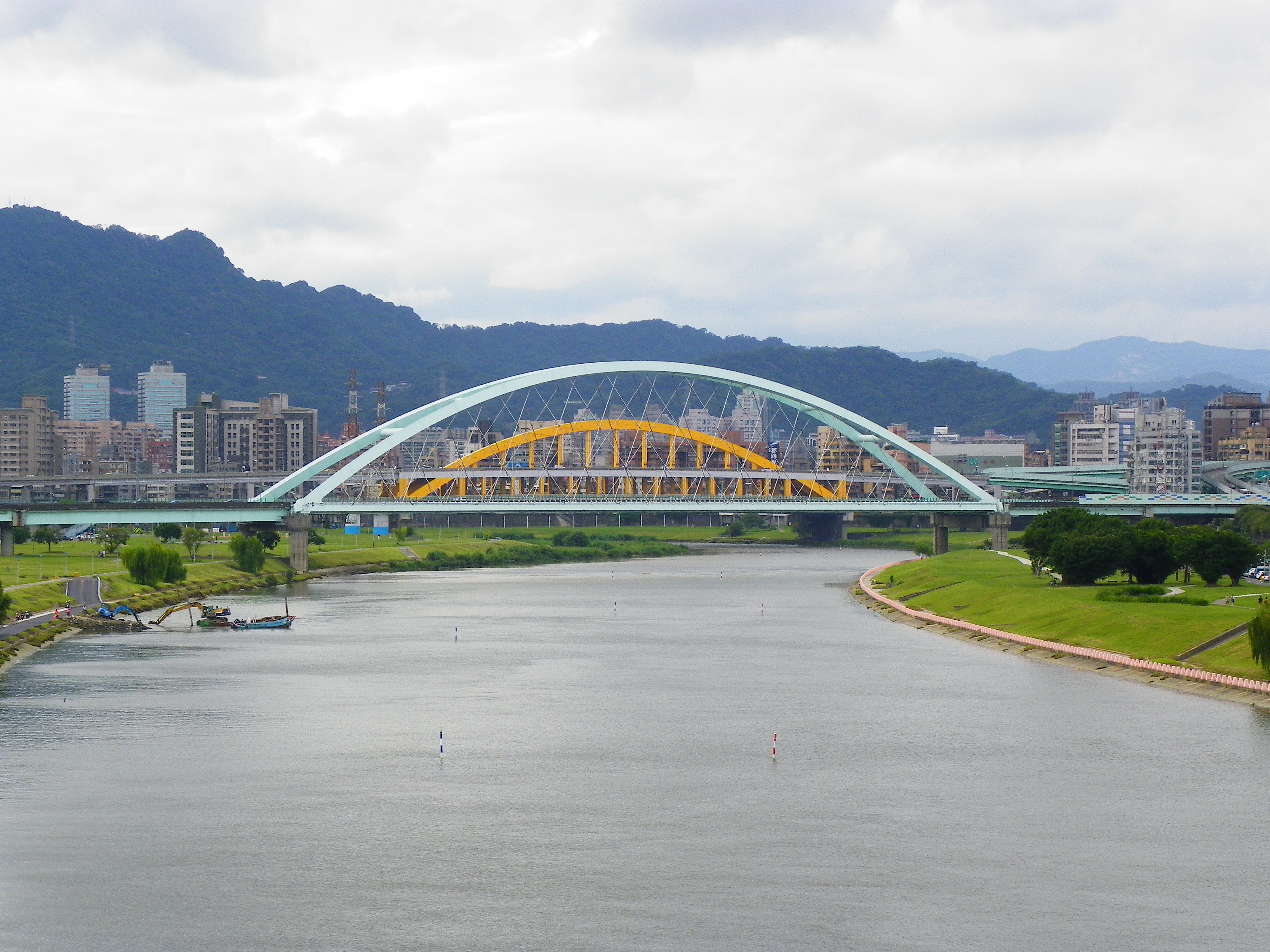
由民權大橋南望麥帥二橋（前方）與重新塗裝的麥帥一橋（後方）。
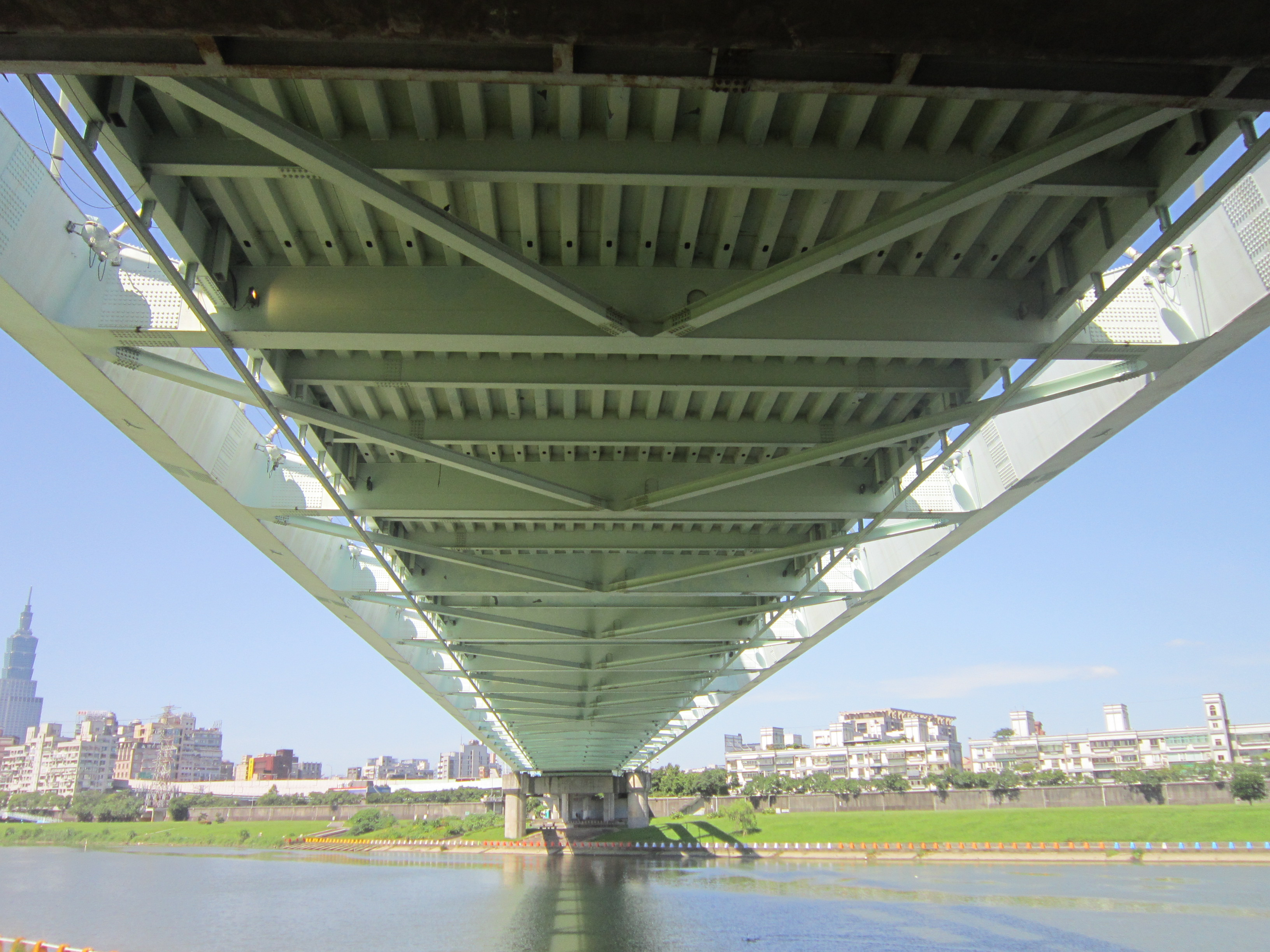
麥帥二橋橋底景觀。
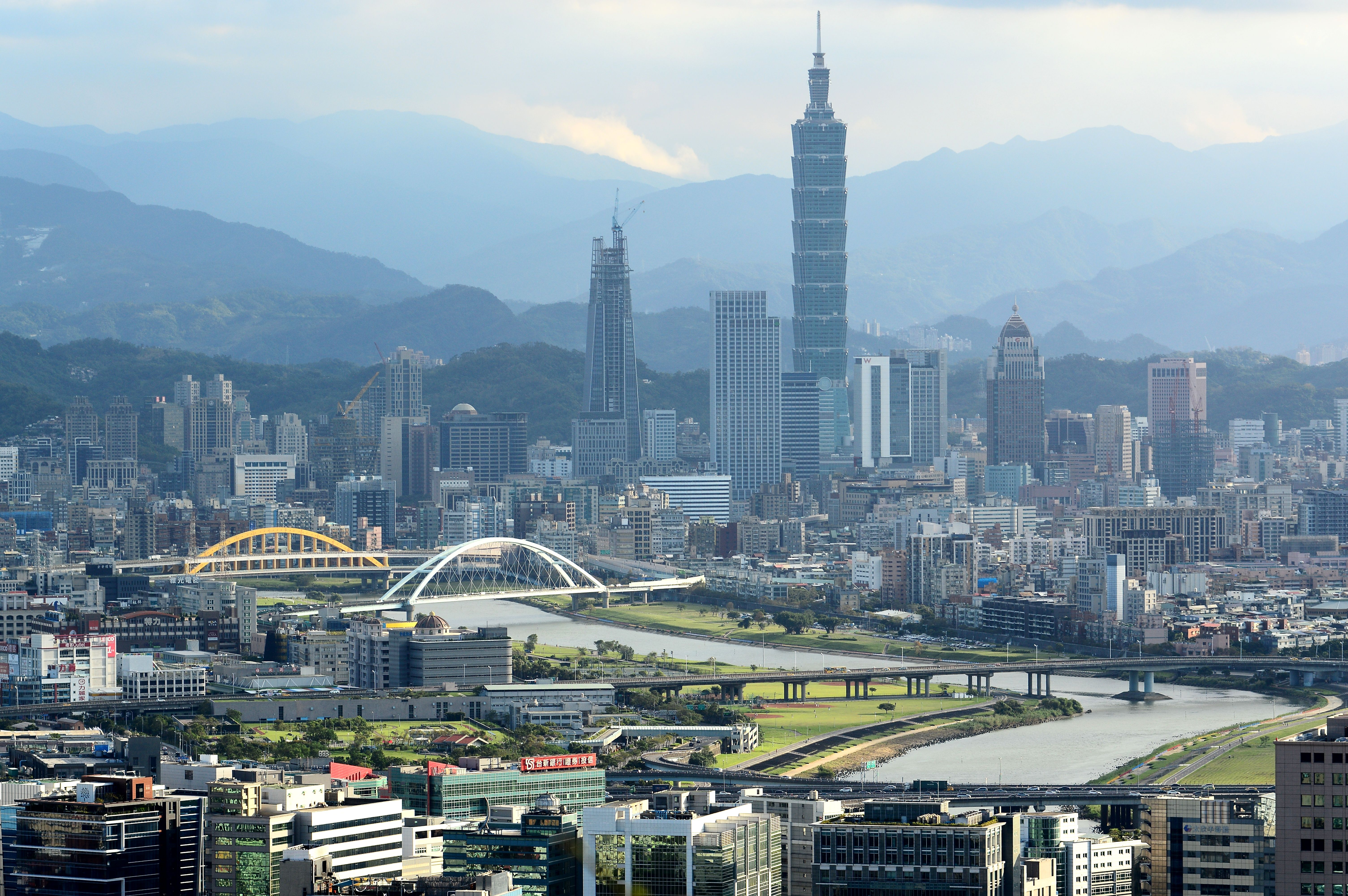
麥帥一橋、麥帥二橋、民權大橋(遠至近)